# 濟夫科·濟夫科維奇
濟夫科·濟夫科維奇（1989年4月14日—）是一位塞爾維亞足球運動員。在場上的位置是守門員。現效力於希臘足球超級聯賽球隊PAOK。他也代表塞爾維亞國家足球隊參賽。